# Andersleben

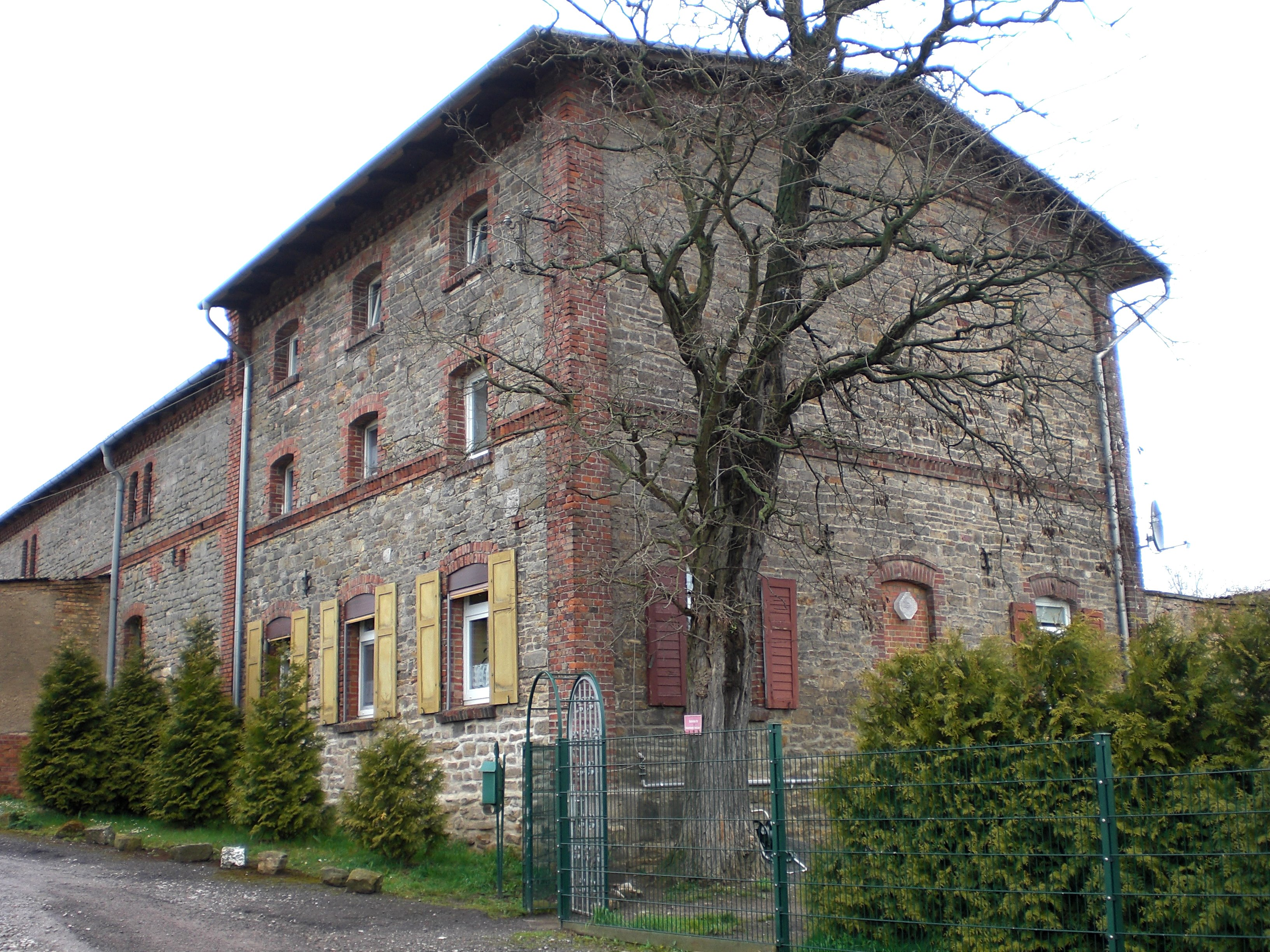
Inspektorenhaus im südlichen Teil Anderslebens

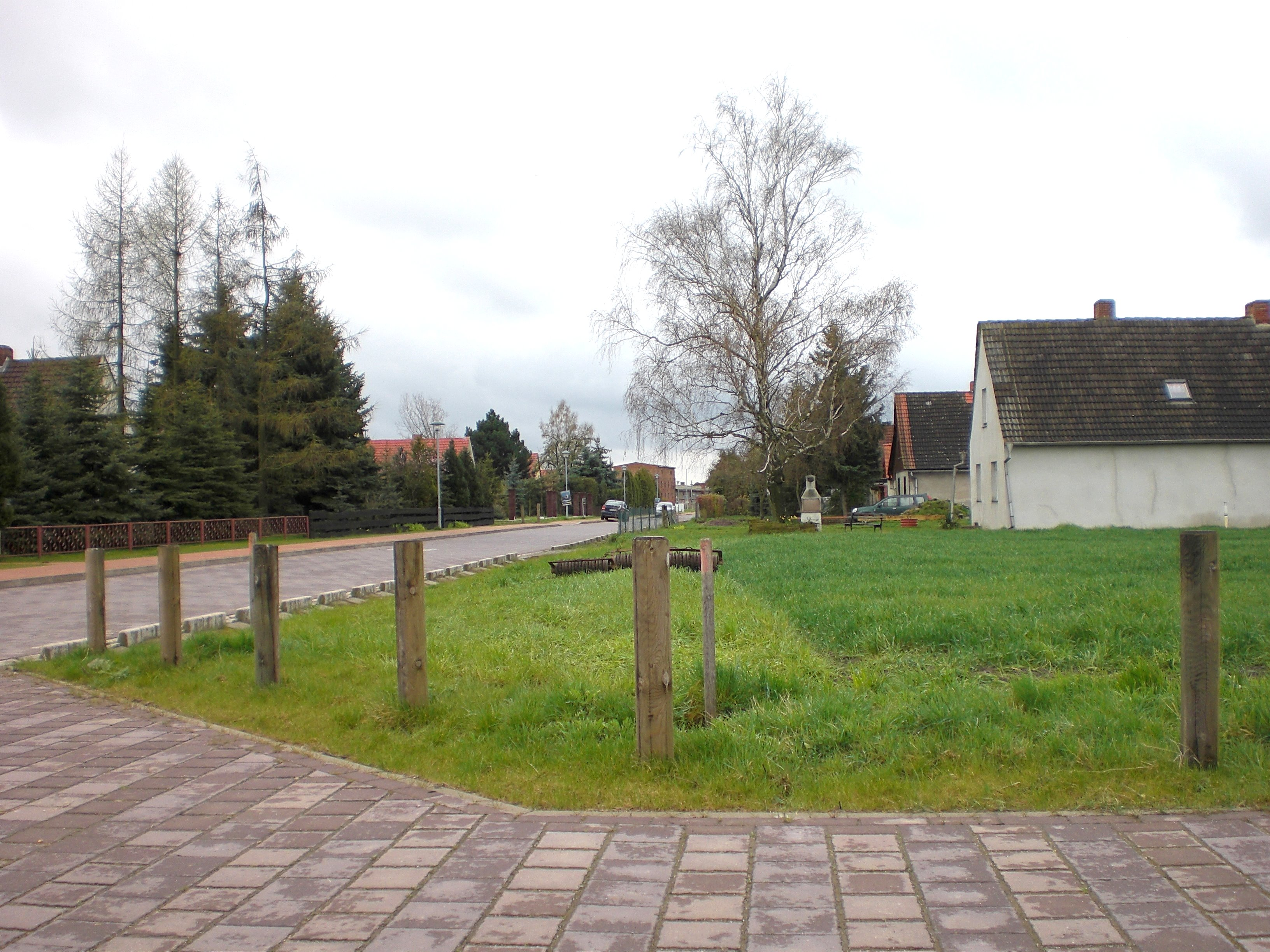
Siedlung nördlich der Bundesstraße, Blick von Norden

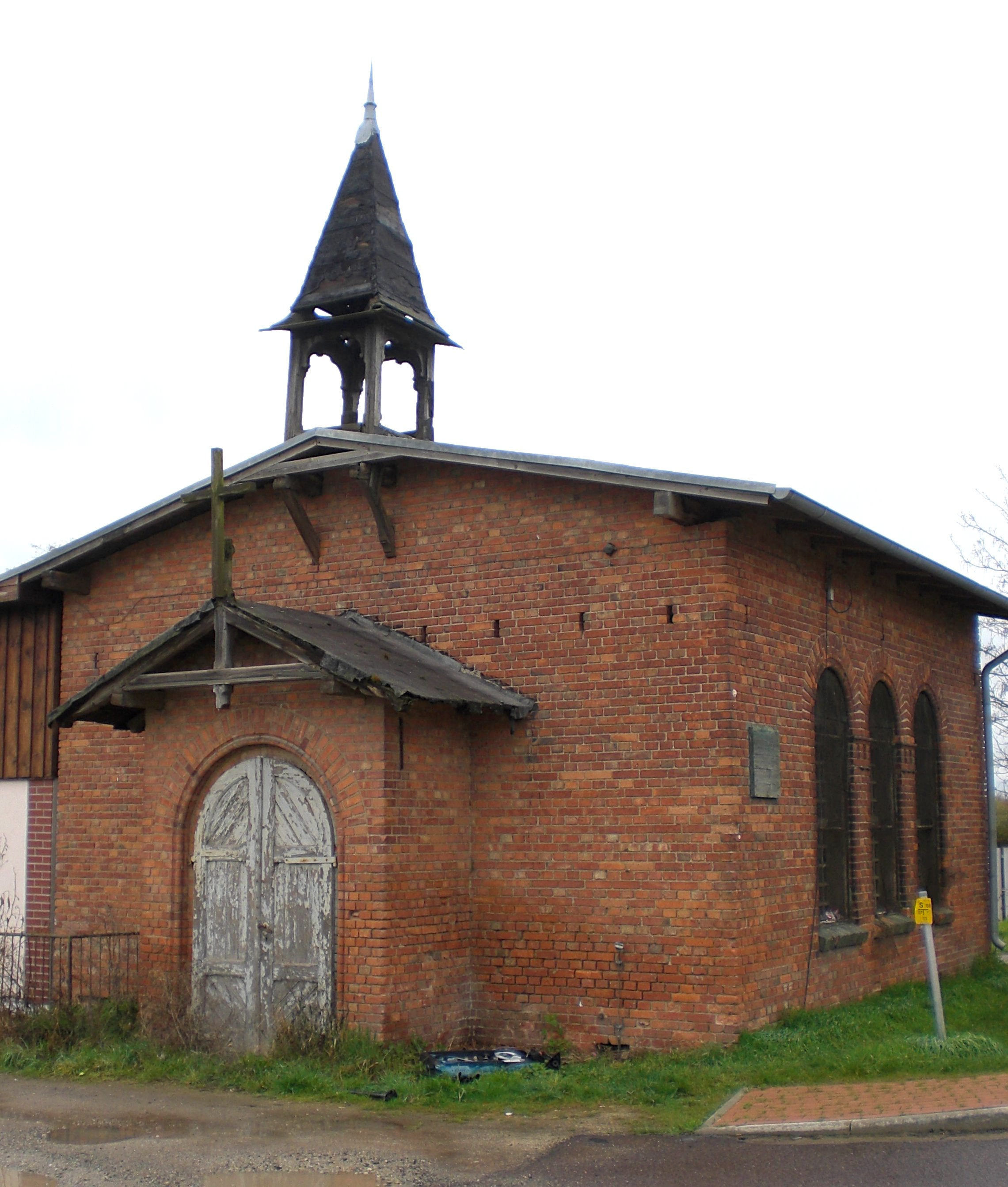
Kirche Andersleben

Andersleben ist ein Ortsteil der Stadt Oschersleben (Bode) in Sachsen-Anhalt. In dem Ort leben 66 Einwohner.

## Lage
Die Ortschaft liegt weit östlich des Stadtzentrums in der Magdeburger Börde auf einer Höhe von etwa 80 m über Normalnull. Die Umgebung ist durch ausgedehnte Felder geprägt. Durch die kleine Ansiedlung führt die Bundesstraße 246 von Wanzleben nach Oschersleben. Südlich der Bundesstraße liegen zum Teil baufällige Gebäude eines alten landwirtschaftlichen Guts. Nördlich der Straße, am Feldweg von Andersleben nach Schermcke, entstand später eine kleine Ansiedlung von Einfamilienhäusern.
Südlich der Ortschaft verläuft die Bode.

## Geschichte
Andersleben entstand als Vorwerk der Domäne Oschersleben und wurde als Gutsbezirk geführt. Am 30. September 1928 wurde der Gutsbezirk Andersleben in eine Landgemeinde Andersleben umgewandelt. Die heutige Bebauung erfolgt vermutlich ab 1902. 1910 lebten hier 87 Einwohner, die fast ausschließlich in der Landwirtschaft tätig waren. In den Jahren 1933 und 1939 wurden jeweils 82 Einwohner gezählt.
Bis zum 19. Juli 1950 blieb Andersleben als selbständige Gemeinde bestehen und wurde dann nach Oschersleben eingemeindet.

## Wirtschaft
Auch heute noch dominiert die Landwirtschaft. Ein landwirtschaftlicher Betrieb ist in Andersleben ansässig. Darüber hinaus hat sich auch eine Spedition angesiedelt.

## Bauwerke
Direkt südlich an der Bundesstraße befindet sich die Kirche Andersleben, ein kleiner einfacher Ziegelbau, der derzeit (Stand 2011) allerdings nicht in Nutzung und sanierungsbedürftig ist. Hieran schließt sich direkt eine Schnitterkaserne an. Ebenfalls unter Denkmalschutz steht das Inspektoren mit angrenzender Scheune. Bemerkenswert ist auch die nördlich des Ortes, westlich des Feldweges nach Schermcke gelegene Ruine der Peseckendorfer Warte. Auf halbem Weg nach Oschersleben befindet sich nördlich der Bundesstraße die Motorsport Arena Oschersleben.